# Liste der Kulturgüter in Mollens VD
Die Liste der Kulturgüter in Mollens VD enthält alle Objekte in der Gemeinde Mollens im Kanton Waadt, die gemäss der Haager Konvention zum Schutz von Kulturgut bei bewaffneten Konflikten, dem Bundesgesetz vom 20. Juni 2014 über den Schutz der Kulturgüter bei bewaffneten Konflikten sowie der Verordnung vom 29. Oktober 2014 über den Schutz der Kulturgüter bei bewaffneten Konflikten unter Schutz stehen.
Objekte der Kategorie A sind im Gemeindegebiet nicht ausgewiesen, Objekte der Kategorie B sind vollständig in der Liste enthalten, Objekte der Kategorie C fehlen zurzeit (Stand: 1. Januar 2023).

## Kulturgüter
| Foto |                                                                                                   | Objekt | Kat. | Typ | Standort                               | Beschreibung |
| ---- | ------------------------------------------------------------------------------------------------- | --- | ---- | --- | -------------------------------------- | ------------ |
| BW   | Datei hochladen · Wikidata zu Schloss mit zwei Bauernhäusern, zwei Portalen und Teich (Q29891121) | Schloss mit zwei Bauernhäusern, zwei Portalen und Teich / Château avec deux maisons paysannes, deux portails et bassin KGS-Nr.: 06235 | B    | G   | Place du Château 15–17 517584 / 159051 |              |